# 小行星195
小行星195（195 Eurykleia）是一颗围绕太阳公转的小行星。1879年4月19日，約翰·帕利薩在普拉描述了此天体。
該小行星以希腊神话中伊塔卡岛之王奥德修斯的乳母欧律克勒亚命名。
这颗小行星的绝对星等为9.01等。

## 相关條目
- 小行星列表/10001-11000

## 外部連結
- Asteroid Lightcurve Database (LCDB) （页面存档备份，存于）, query form (info （页面存档备份，存于）)
- Dictionary of Minor Planet Names, Google books
- Discovery Circumstances: Numbered Minor Planets (10001)-(15000) （页面存档备份，存于） – Minor Planet Center
- 小行星195 at AstDyS-2, Asteroids—Dynamic Site
  - Ephemeris · Observation prediction · Orbital info · Proper elements · Observational info
- NASA JPL小天體瀏覽器上的小行星195

| 前一小行星： 小行星194 | 小行星列表 | 後一小行星： 小行星196 |